# Comuna Ostapkivți, Horodok
Ostapkivți (în ucraineană Остапківці) este o comună în raionul Horodok, regiunea Hmelnîțkîi, Ucraina, formată din satele Kalîtînți, Ostapkivți (reședința) și Slobidka Kuzmînska.

## Demografie
Componența lingvistică a comunei Ostapkivți
     Ucraineană (99,53%)
     Alte limbi (0,47%)
Conform recensământului din 2001, majoritatea populației comunei Ostapkivți era vorbitoare de ucraineană (99,53%), existând în minoritate și vorbitori de alte limbi.